# Trattnach
Trattnach är ett vattendrag i Österrike.   Det ligger i förbundslandet Oberösterreich, i den norra delen av landet, 180 km väster om huvudstaden Wien.
Runt Trattnach är det i huvudsak tätbebyggt. Runt Trattnach är det tätbefolkat, med 286 invånare per kvadratkilometer.